# Laternaria pyrrhochlora
Laternaria pyrrhochlora är en insektsart som först beskrevs av Butler 1874.  Laternaria pyrrhochlora ingår i släktet Laternaria och familjen lyktstritar. Inga underarter finns listade i Catalogue of Life.